# Hannu Mäkelä
Hannu Mäkelä (ur. 18 sierpnia 1943 w Helsinkach) – fiński pisarz. Autor m.in. książek dla dzieci. Laureat literackiej nagrody Finlandia.

## Wybrana twórczość
- Pan Huczek (Herra Huu)[1]

## Odznaczenia
- Krzyż Komandorski Orderu Lwa Finlandii (2022)[2]
- Krzyż Kawalerski Orderu Sokoła Islandzkiego (Islandia, 1986)[3]